# Himmelskönig, sei willkommen, BWV 182
Himmelkönig, sei willkommen, BWV 182 (Rei del Cel, sigues benvingut), és una cantata religiosa de Johann Sebastian Bach per al Diumenge de Rams, estrenada a Weimar el 25 de març de 1714.

## Origen i context
El llibret és probablement de Salomo Franck, secretari major i poeta oficial de Weimar, autor de diversos conjunts de textos on, d'una manera molt poètica, es tracten els temes litúrgics; en el segon número empra un versicle dels Salms (40, 8-9) i per al número set la penúltima estrofa de la Passió versificada de Paul Stockmann Jesu Leiden, Pein und Tod (1633). Fa referència a l'evangeli del dia Mateu (21, 1-9) que narra l'entrada triomfal de Jesús a Jerusalem pocs dies abans de la seva passió i crucifixió. És l'única cantata de Bach coneguda per al diumenge de Rams i és la primera composta a Weimar – on Bach havia arribat uns dies abans de la seva estrena, amb el compromís de compondre una cantata cada mes–. En cas de no haver coincidit el 1714, el diumenge de rams amb la festivitat de l'Anunciació de Maria, s'hauria celebrat aquesta festa mariana i, de fet, el text hi és també apropiat; en aquest sentit, la cantata fou interpretada, en una versió modificada en si bemoll major – mentre que la versió original era en sol major–, el dia l'Anunciació de l'any 1724, una de les poques festes del període de la quaresma que a Leipzig s'autoritzava la interpretació de música cantada a la missa.

## Anàlisi
Obra escrita per a contralt, tenor, baix i cor; flauta de bec, corda amb dues parts de viola i baix continu. Consta de vuit números:
1. Sonata
2. Cor: Himmelkönig, sei willkommen (Rei del Cel, sigues benvingut)
3. Recitatiu (baix): Siehe, ich komme, im Buch ist von mir geschrieben (Heus ací que ja vinc!)
4. Ària (baix): Starkes Lieben (El teu poderós amor)
5. Ària (contralt): Leget euch dem Heiland unter  (Sotmeteu-vos al Salvador)
6. Ària (tenor): Jesu, lass durch Wohl und Weh (Deixa, Jesús, que en la bondat i les penes)
7. Coral: Jesu, deine Passion (Jesús, la teva Passió)
8. Cor: So lasset uns gehen in Salem der Freuden (Atansem-nos doncs a Salem, la ciutat feliç)

La sonata amb què comença l'obra té tot l'aire d'una obertura a la francesa, que servia per anunciar l'arribada del rei a una cerimònia; en aquest cas està relacionada amb el número següent en què es dona la benvinguda al Rei del Cel, tal com explicita el títol de la cantata; a destacar el diàleg entre el violí i la flauta sobre un pizzicato constant de la corda. El recitatiu de baix del número 2 comença com un recitat i passa després a un arioso acompanyat pel continu. A l'ària següent el baix, acompanyat per la corda, violí i violes, canta l'amor de Crist des de l'inici Starkes Lieben (El teu poderós mor). A continuació una ària de contralt, s'hi pot observar el pas de la pluralitat, la cristiandat, al cas singular, el cristià, reflectida en la disminució de la participació orquestral, en aquest moviment la veu només és acompanyada per la flauta i el continu. En canvi, en l'ària següent, l'última a càrrec del tenor, la veu es queda sola amb l'única participació del continu, ja que és el fidel singular qui es dirigeix a Jesús. El setè número és el coral, amb el text indicat, que de manera rara no clou la cantata, sinó que ho fa un cor amb dues seccions i amb tècnica de motet. Té una durada aproximada de quasi mitja hora.

## Discografia seleccionada
- J.S. Bach: Das Kantatenwerk. Sacred Cantatas Vol. 9. Nikolaus Harnoncourt, Concentus Musicus Wien, Tölzer Knabenchor (Gerard Schmidt-Gaden, director), Paul Esswood, Kurt Equiluz, Robert Holl. (Teldec), 1994.
- J.S. Bach: The complete live recordings from the Bach Cantata Pilgrimage. CD 12: Walpole St Peter, Norfolk; 26 de març de 2000. John Eliot Gardiner, English Baroque Soloists, Monteverdi Choir, Nathalie Stutzmann, James Gilchrist, Peter Harvey. (Soli Deo Gloria), 2013.
- J.S. Bach: Complete Cantatas Vol. 2. Ton Koopman, Amsterdam Baroque Orchestra & Choir, Kai Wessel, Christoph Prégardien, Klaus Mertens. (Challenge Classics), 2004.
- J.S. Bach: Cantatas Vol. 3. Masaaki Suzuki, Bach Collegium Japan, Yoshikazu Mera, Makoto Sakurada, Peter Kooij. (BIS), 1996.
- J.S. Bach: Church Cantatas Vol. 55. Helmuth Rilling, Bach-Collegium Stuttgart, Gächinger Kantorei Stuttgart, Doris Soffel, Aldo Baldin, Phillipe Huttenlocher. (Hänssler), 1999.
- J.S. Bach: Cantatas for the Liturgical Year, Vol. 18 . Sigiswald Kuijken, La Petite Bande, Petra Noskaiova, Christoph Genz, Jan Van der Crabben. (Accent), 2014.
- J.S. Bach: Three Weimar Cantatas. Joshua Rifkin, The Bach Ensemble, Steven Rickards, John Elwes, Micahel Schoppe. (Dorian), 1996.